# 德赛·威廉斯
德赛·威廉斯（英語：Desai Williams，1959年6月12日—2022年4月10日），加拿大男子田径运动员。他曾代表加拿大参加1984年和1988年夏季奥林匹克运动会田径比赛，其中1984年奥运会获得一枚铜牌。